# Les Trois Brigands (livre)
Pour les articles homonymes, voir Les Trois Brigands.
Les Trois Brigands (titre original : The Three Robbers) est un album jeunesse écrit et illustré de Tomi Ungerer paru en anglais (Methuen Publishing) en 1961 puis réédité à New-York en 1962 (Atheneum Books). Il a été publié en allemand en 1961 à Munich (Georg Lentz Verlag).

## Synopsis
Dans un pays non nommé, trois brigands vêtus de noir sèment la terreur. Armés respectivement d'un tromblon, d'un soufflet rempli de poivre et d'une grande hache rouge, ils attaquent les diligences et en dévalisent les passagers. Mais un jour, ils attaquent une diligence qui ne contient qu'une unique passagère : Tiffany, une petite fille que l'on conduisait contre son gré chez sa vieille tante, qui va être hébergée dans la caverne, en haut d'une montagne, où habitent les trois brigands avec leur immense trésor.
Sur les conseils de Tiffany, les trois brigands se servent de leur trésor pour acheter un château afin d'en faire un refuge pour orphelins. 
Autour de ce château, les descendants des orphelins recueillis par les trois brigands construiront une ville avec, le long de sa muraille, trois tours en hommage aux brigands qui les avaient recueillis.

## Impact de l'ouvrage
Les Trois Brigands est écrit et illustré par Tomi Ungerer, dessinateur français installé aux États-Unis en 1961. C'est un Européen qui a connu les phases les plus sombres de la Seconde Guerre mondiale et qui cherche un lieu propice à la création. « Tomi Ungerer est un enfant de la guerre qui a subi l’occupation allemande. Il est issu de la bourgeoisie protestante. Il a appris l’alsacien sur le tas et est mâtiné de trois langues. À vingt ans, il décide de partir avec son carton de dessin sous le bras ». Cette publication participe à l'émergence dans la littérature jeunesse d'une contre-culture qui bouleverse les rôles prédéterminés, le rôle des méchants et le rôle dévolu aux petites filles par exemple. L'évolution est aussi dans l'illustration graphique : « Il y a un univers pop dans l’album qui est en décalage avec le vocabulaire graphique pour les enfants. [...] La critique identifie ce style à la publicité plus qu’à l’édition de jeunesse [...] Les illustrations sont picturalement extrêmement fortes. Il est sur des aplats de couleurs. Il y a une présence du noir qui est très importante et qui à l’époque ne correspond pas graphiquement à ce qu’on a l’habitude de voir pour les enfants. ».

## Adaptations
Un court métrage d'animation de 5 minutes 50 secondes réalisé par Gene Deitch qui se conformait fidèlement aux illustrations de Tomi Ungerer est sorti en 1972, film d'animation américain au même titre original The Three Robbers.
En 2007, le film d'animation allemand au même titre Les Trois Brigands, réalisé par Hayo Freitag.

## Vente aux enchères des planches originales
En mars 2016 est vendue à Paris la maquette de cet album, datées de 1960. « Le prix de départ avait été fixé entre 2 000 et 3 000 euros, mais les enchères ont finalement atteint la somme record de 72 724  euros. »